# Cephalophorus weynsi
Il cefalofo di Weyns (Cephalophorus weynsi (Thomas, 1901)) è un piccolo cefalofo originario dell'Africa centrale e orientale.

## Tassonomia
Attualmente, gli studiosi riconoscono tre sottospecie di cefalofo di Weyns:
- C. w. weynsi Thomas, 1901 (Repubblica Democratica del Congo e Sudan);
- C. w. johnstoni Thomas, 1901 (Repubblica Democratica del Congo sud-orientale e regioni occidentali di Uganda, Kenya e Tanzania);
- C. w. lestradei Groves e Grubb, 1974 (Ruanda).

## Descrizione
Il cefalofo di Weyns raggiunge i 56 cm di altezza al garrese e pesa 16–20 kg. È un cefalofo di medie dimensioni, con un lungo muso stretto e un mantello morbido e fine. I peli della parte dorsale del collo sono rivolti in avanti. La colorazione generale è marrone uniforme o marrone-rossastra, con nessuna striscia sul dorso o maschera facciale. Generalmente manca la striscia dorsale, presente tuttavia in alcuni esemplari diffusi a sud del fiume Congo. Il breve ciuffo frontale è rossastro, la fronte nera-rossastra, le guance marrone chiaro sopra e biancastre sotto e il muso marrone cioccolata. Le brevi orecchie rotonde sono marroni con i margini biancastri. La sottospecie C. w. lestradei, originaria del Ruanda, presenta una colorazione marrone-grigiastra scura, screziata di rosso, e una larga striscia dorsale che va dalle spalle alla radice della coda. Le corna, presenti in entrambi i sessi, hanno forma conica e sono fortemente anulate e spesse alla base. Le femmine sono simili ai maschi, ma hanno corna più piccole.

## Distribuzione e habitat
Il cefalofo di Weyns occupa un areale molto esteso, che occupa gran parte della Repubblica Democratica del Congo, compresa anche un'ampia zona a nord del fiume Congo, dall'Ubangui, a ovest, fino alle regioni occidentali di Uganda, Ruanda, Burundi e Tanzania (Monti Mahali e la zona di Gombe), a est. Si incontra anche nel Sudan del Sud (Monti Imatong e Dongotona) e nel Kenya occidentale (sul Monte Elgon, nelle foreste di Kakamega e sulla scarpata di Mau).
Nelle pianure della Repubblica Democratica del Congo, la specie è ristretta alle vaste aree di foresta pluviale, e non si spinge mai nelle foreste a galleria o nelle isole forestali circondate da savana; tuttavia, nell'Africa orientale, sopravvive nelle poche chiazze isolate di foresta rimaste. Nella foresta dell'Ituri, il cefalofo di Weyns vive prevalentemente nelle foreste primarie e nelle foreste secondarie più antiche. Vive anche nelle foreste di montagna, e sul Monte Elgon è stato avvistato a più di 3000 m.

## Biologia
Si ritiene che il cefalofo di Weyns sia prevalentemente diurno, ma le notizie riguardanti la sua biologia sono molto carenti.

## Conservazione
La principale minaccia per il cefalofo di Weyns è costituita dalla caccia (effettuata quasi sempre con l'ausilio di reti), sebbene sia molto più resiliente alla pressione venatoria di altre specie di cefalofo.
Nella foresta dell'Ituri, quello di Weyns è il secondo cefalofo più comune dopo quello azzurro (Philantomba monticola), con una densità, dove non è soggetto a pressione venatoria, di 15 capi per km². La sua popolazione totale è stata stimata sui 188.000 esemplari.